# Tour della nazionale maschile di rugby a 15 delle Tonga 1977
La nazionale tongana di "rugby a 15" nel 1977 si reca in tour nelle isole Figi dove subirà tre sconfitte nei test match.
| Suva 29 gennaio 1977 | Minor Unions | 6 – 16 | Tonga XV |  |

| Suva 2 luglio 1977 | Suva | 20 – 12 | Tonga XV |  |

| Rewa 6 luglio 1977 | Rewa | 19 – 10 | Tonga XV |  |

| Suva 9 luglio 1977 | Figi | 13 – 9 | Tonga |  |

| Nadroga 13 luglio 1977 | Nadroga | 23 – 10 | Tonga XV |  |

| Nadi 16 luglio 1977 | Nadi | 19 – 6 | Tonga XV |  |

| Lautoka 20 luglio 1977 | Lautoka | 13 – 16 | Tonga XV |  |

| Suva 23 luglio 1977 | Figi | 33 – 7 | Tonga |  |

| Suva 26 luglio 1977 | Northern Zone | 6 – 49 | Tonga XV |  |

| Suva 30 luglio 1977 | Figi | 43 – 9 | Tonga |  |